# Nico
Nico oder Niko ist laut der Gesellschaft für deutsche Sprache und dem Internationalen Handbuch der Vornamen ein weiblicher und männlicher Vorname.

## Herkunft und Bedeutung
Der Name ist eine Kurzform des männlichen Vornamens Nikolaus, Nikolai oder Nikolaos bzw. der weiblichen Variante Nikola, Nicola, Nicole oder Nicoletta. Ursprünglich kommt der Name aus dem Griechischen und bedeutet Sieg (Nike) des Volkes (Laos). Eine rumänische Kurzform des Namens ist Nicu.

## Namenstag
Einige Christen feiern den Namenstag am 6. Dezember, nach Nikolaus von Myra, oder am 21. März, nach Nikolaus von Flüe.

## Namensträger

### Vorname
- Nico Bouvy (1892–1957), niederländischer Fußballspieler
- Nico Braun (* 1950), luxemburgischer Fußballspieler
- Nico Claesen (* 1962), belgischer Fußballspieler
- Nico Elvedi (* 1996), Schweizer Fußballspieler
- Nico Frommer (* 1978), deutscher Fußballspieler
- Nico Georgiadis (* 1996), Schweizer Schachspieler
- Nico Gleirscher (* 1997), österreichischer Rennrodler
- Nico Greetham (* 1995), amerikanischer Tänzer und Schauspieler
- Nico Haak (1939–1990), niederländischer Schlagersänger und Entertainer
- Nico Hischier (* 1999), Schweizer Eishockeyspieler
- Nico Hofmann (* 1959), deutscher Filmregisseur
- Nico Hülkenberg (* 1987), deutscher Autorennfahrer
- Nico Karger (* 1993), deutscher Fußballspieler
- Nico Kemmler (* 1978), deutscher Fußballspieler und -trainer
- Niko Kijewski (* 1996), deutscher Fußballspieler
- Nico Kuhn (* 1985), deutscher Buchautor
- Nico Kunert (* 1983), deutscher Kunstradfahrer
- Nico Lange (* 1975), deutscher Politikwissenschaftler, -berater und Publizist
- Nico Motchebon (* 1969), deutscher Läufer
- Nico Müller (Sänger) (* 1982), deutscher Opernsänger (Bariton)
- Nico Müller (Rennfahrer) (* 1992), Schweizer Automobilrennfahrer
- Nico Müller (Gewichtheber) (* 1993), deutscher Gewichtheber
- Niko Paech (* 1960), deutscher Volkswirt
- Nico Patschinski (* 1976), deutscher Fußballspieler
- Nico Richter (1915–1945), niederländischer Komponist
- Nico Rinderknecht (* 1997), deutscher Fußballspieler
- Nico Rosberg (* 1985), deutsch-finnischer Formel-1-Pilot
- Nico Ruhle (* 1982), deutscher Politiker (SPD), Bürgermeister von Neuruppin
- Nico Sallach (* 1990), deutscher Metal-Sänger
- Nico Schulz  (* 1993), deutscher Fußballspieler
- Nico Semsrott (* 1986), deutscher Kabarettist und Politiker
- Nico Tortorella (* 1988), US-amerikanischer Schauspieler

### Künstlername
- Klaus Peter Cadsky (Pseudonym Nico, 1937–2011), deutsch-schweizerischer Karikaturist
- Nico (Musiker) (eigentlich Nicholas Kristian Sykes, * 1966), britischer Musikproduzent
- Nico (Sängerin) (eigentlich Christa Päffgen, 1938–1988), deutsches Model und Sängerin
- Nicoleta Matei (Künstlername Nico, * 1970), rumänische Sängerin